# Colin Oates
Colin Oates, (* 7. června 1983 v Harold Woodu, Spojené království) je britský zápasník – judista.

## Sportovní kariéra
S judem začínal v dětství po vzoru svého otce a staršího bratra Davida. V britské seniorské reprezentaci se pohybuje od roku 2004. Připravuje se v oblasti Norfolku (Thetford, North Lopham). Poprvé na sebe výrazně upozornil až v roce 2011 po spolupráci s Euanem Burtonem. V roce 2012 startoval jako domácí reprezentant na olympijských hrách v Londýně. V prvním zápase nečekaně vyřadil favorizovaného Mongola Cagánbátara, ve čtvrtfinále však podlehl Gruzínci Laša Šavdatuašvilimu v prodloužení v boji na zemi a obsadil konečné 7. místo. V roce 2016 se přímo kvalifikoval na olympijské hry v Riu. V úvodním kole se utkal s Francouzem Kilianem Le Blouchem a hned v první minutě získal na svém soupeři rozdílové šido za bránění v úchopu. Tento náskok se snažil udržet do konce ve svém oblíbeném boji na zemi. V posledních sekundách zápasu si však za tuto taktiku vysloužil přísné šido. V prodloužení na svého soupeře kondičně nestačil a po dalším šidu za pasivitu v olympijském turnaji skončil.

### Vítězství
- 2013 - 1x světový pohár (Glasgow)
- 2014 - 1x světový pohár (Baku)

## Výsledky
| Olympijské hry     |     |     |   | —   |     |     |    | 7.  |     |     |     | úč. |  |  |  |  |  |  |  |  |  |
| Mistrovství světa  | úč. |     | — |     | úč. | úč. | 5. |     | úč. | úč. | úč. |     |  |  |  |  |  |  |  |  |  |
| Evropské hry       |     |     |   |     |     |     |    |     |     |     | úč. |     |  |  |  |  |  |  |  |  |  |
| Mistrovství Evropy | —   | úč. | — | úč. | úč. | úč. | 3. | úč. | —   | úč. | úč. | 2.  |  |  |  |  |  |  |  |  |  |
| ME do 23 let       | úč. |     |   |     |     |     |    |     |     |     |     |     |  |  |  |  |  |  |  |  |  |